# Andrew Tridgell

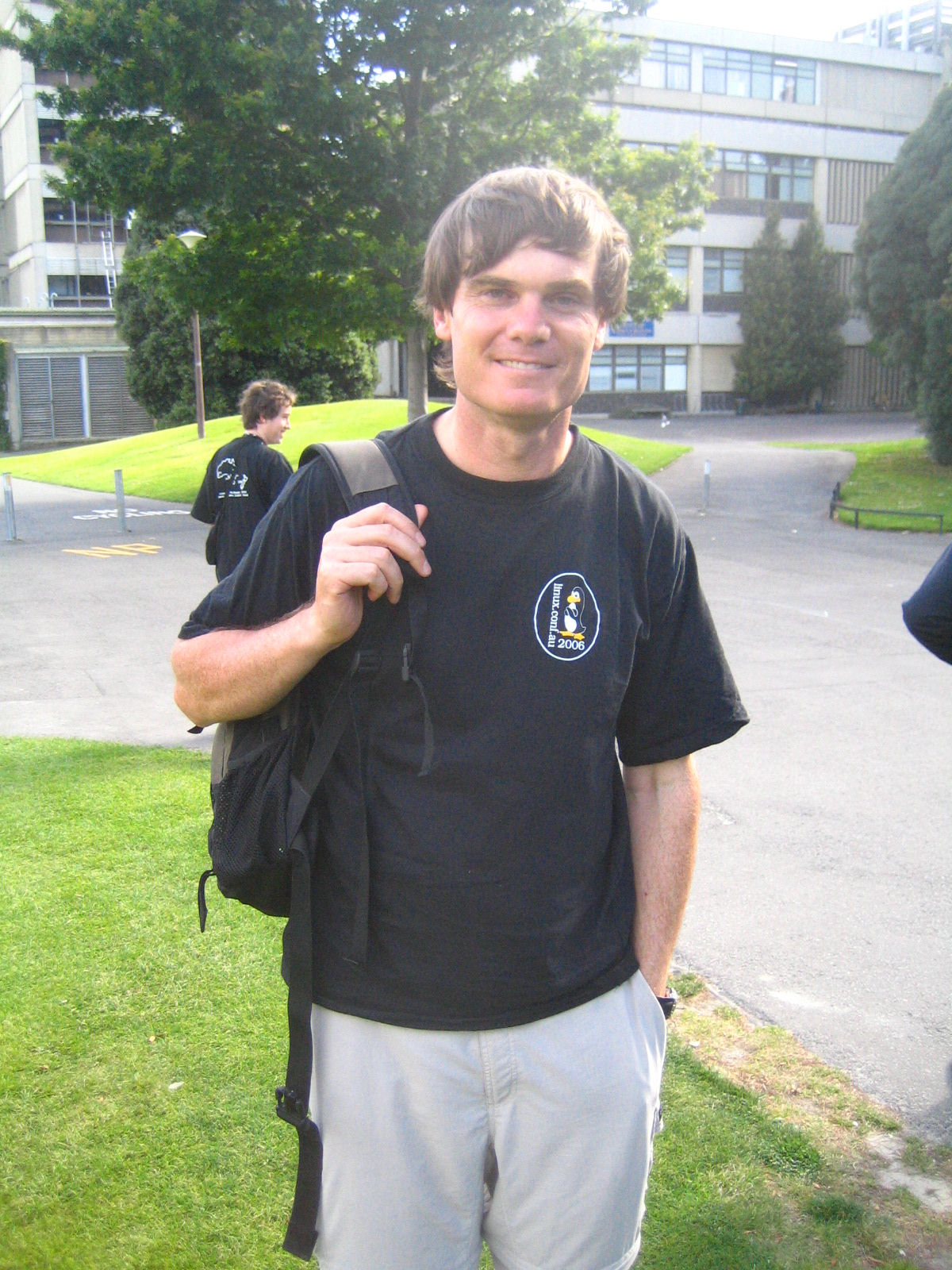
Andrew Tridgell (2006)

Andrew „Tridge“  Tridgell OAM (* 28. Februar 1967 in Sydney) ist ein australischer Programmierer. Er hat gemeinsam mit Jeremy Allison maßgeblich an der Entwicklung der Software Samba mitgearbeitet, wofür er den Free Software Award 2005 erhielt.
Tridgell studierte und promovierte an der Australian National University (ANU) und arbeitet nun für IBM, nachdem er ein Jahr bei den Open Source Development Labs (OSDL) angestellt war.